# バリ州 (ソマリア)
バリ州 (バリしゅう、Bari) は、ソマリアの州 (gobolka) である。ソマリアが分裂している現在ではプントランド支配地域に属する。バリ地区、バリ地域とも。
プントランド政府はバリ州をガルダフル州、バリ州、カルカール州の3つに分割した。ただし今でもガルダフル州やカルカール州の地名がバリ州として説明されることがある。
ソマリアの最東北、アフリカの角の先端に位置し、アデン湾とインド洋に面する。
主要都市はアデン湾岸の州都ボサソと内陸のカルド。

## 隣接州
- ヌガール州
- スール州
- サナーグ州

## 行政区画
バリ州は、以下の6つの地区（ソマリ語: degma）に分かれる。（人口は全て2005年のもの。）便宜的に現在のプントランドの州分けも記載する。
- ガルダフル州
  - アルーラ地区（en:Alula District）（人口40,002人）
- バリ州（プントランド政府による区分け）
  - カンダーラ地区（en:Qandala District）（人口42,502人）
  - ボサソ地区（en:Bosaso District）（人口164,906人）
  - イスクシュバン地区（en:Iskushuban District）（人口45,027人）
- カルカール州
  - カルド地区（en:Qardho District）（人口60,825人）
  - ベイラ地区（en:Bayla District）（人口14,376人）